# Burroughston Broch

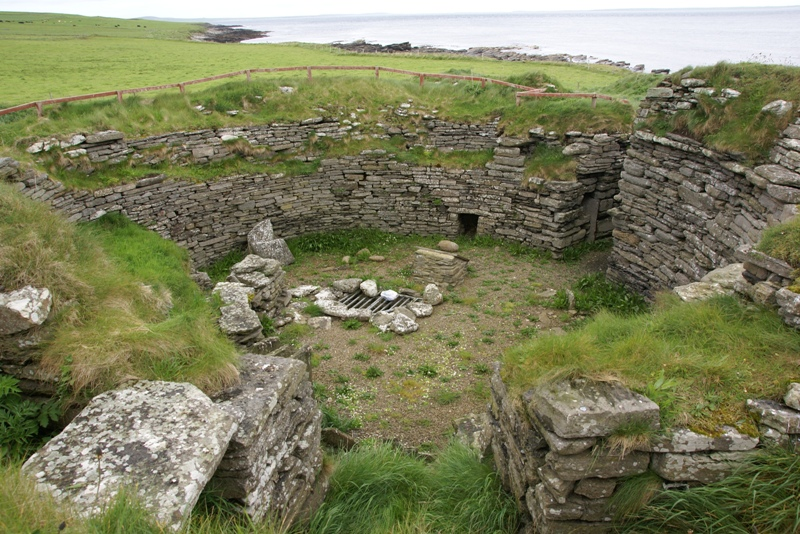
Burroughston Broch, gezien vanuit het zuiden. In het oosten (rechts) bevindt zich de toegang. Vooraan bevindt zich de toegang tot de galerijen.

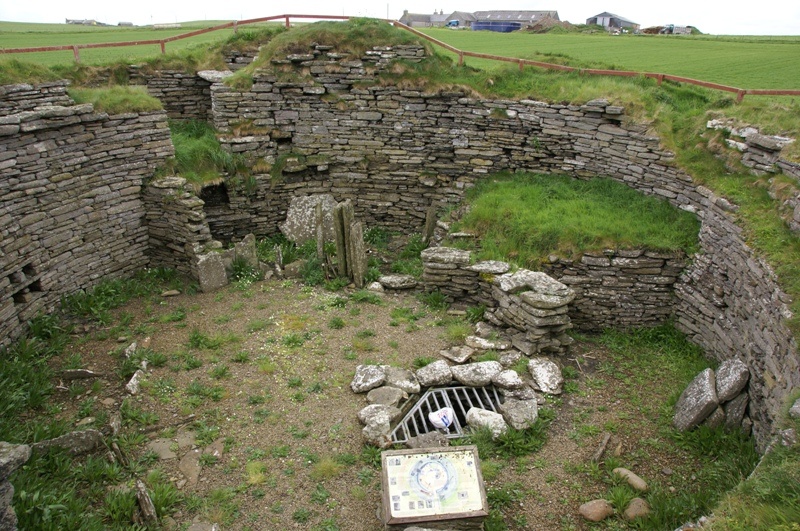
Het interieur gezien vanuit het oosten. Onder het moderne hek bevindt zich de put. Aan de zuidzijde (links) de toegang tot de galerijen.

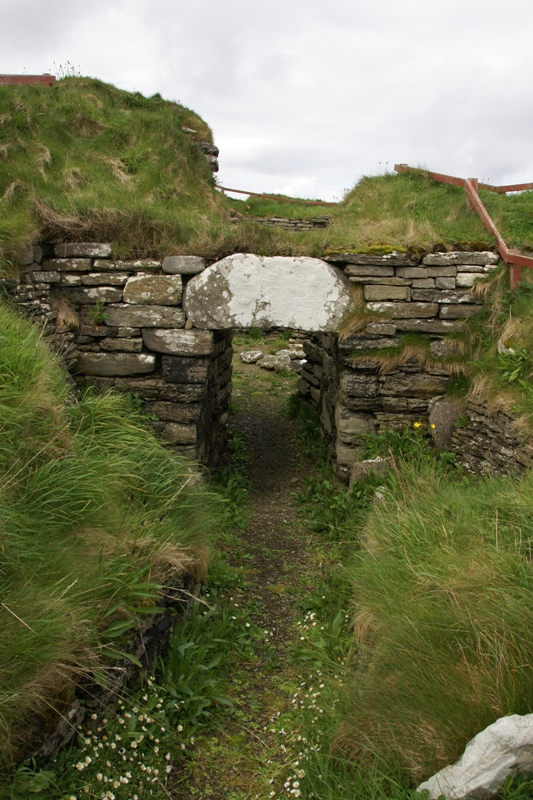
De oostelijke toegang.

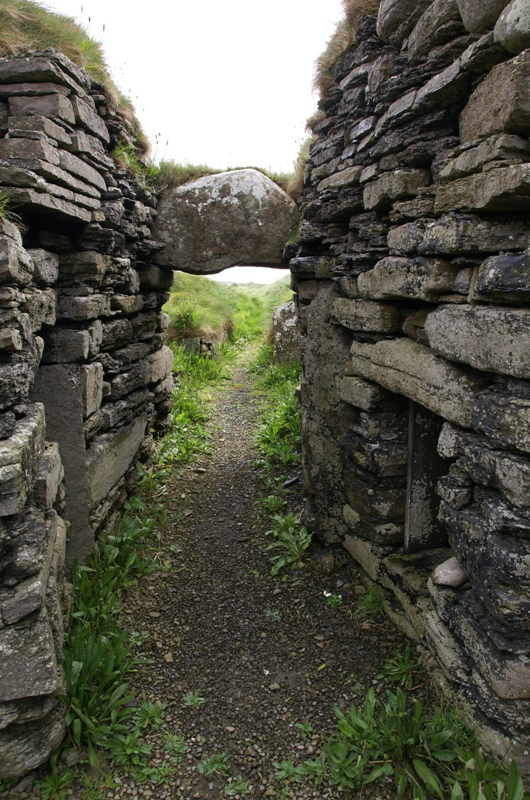
De toegangspassage gezien vanuit het westen met rechts de guard cell.

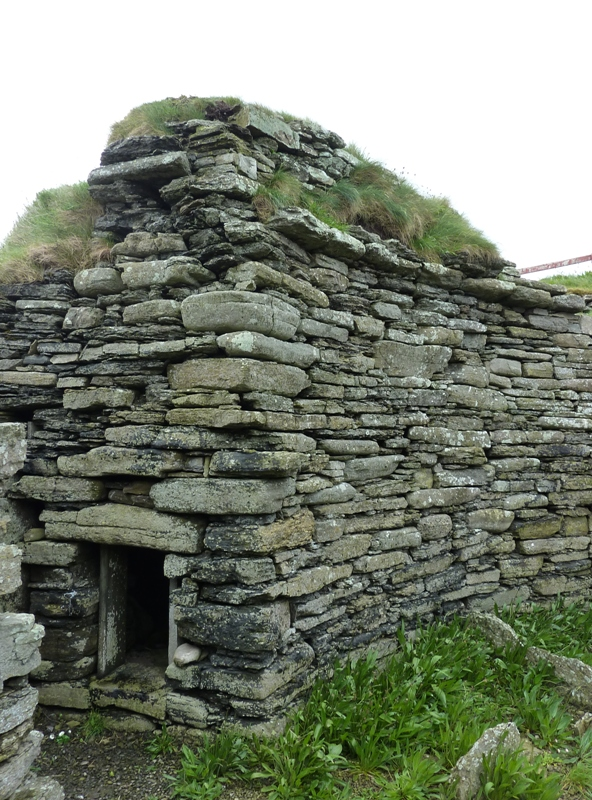
Links de guard cell. In het oostelijke deel van de broch is de richel, de scarcement ledge, duidelijk zichtbaar.

Burroughston Broch, ook bekend als Hillock of Burroughston en Borrowston Broch, is een broch, een gebouw uit de IJzertijd, gelegen op Shapinsay, een van de Schotse Orkney-eilanden.

## Ligging
Burroughston Broch is 150 meter ten oostnoordoosten van Easthouse gelegen, aan de noordoostelijke rotsige kust van Shapinsay.

## Periode
Burroughston Broch stamt uit de periode 500 v.Chr. - 500 n.Chr. Later in het eerste millennium werd het binnenste van de broch omgebouwd tot een wheelhouse. Een dergelijke aanpassing gebeurde in die tijd vaker, zoals bijvoorbeeld ook te zien bij Jarlshof.
De vondst van Burroughston Broch in de moderne tijd gebeurde niet lang na de ontdekking van Maes Howe. In opdracht van de eigenaar van het eiland Shapinsay, David Balfour van Balfour, werd de broch rond 1862 uitgegraven door George Petrie. Sir Henry Dryden maakte een plattegrond van de broch. In 1994 werd de broch archeologisch onderzocht en geconsolideerd.

## Bouw

### Broch
Burroughston Broch is, zoals gebruikelijk bij een broch, rond van vorm met een diameter van 17 tot 18 meter.
De muur van de broch is overgebleven tot een maximale hoogte van 3,7 meter. De buitenzijde van de brochmuur is nog steeds bedekt met een laag aarde, aangezien dit nooit is weggegraven. De toegang tot de broch bevindt zich aan de oostelijke zijde en is dus op de zee gericht, zoals vaak het geval is bij een broch aan de kust. Buiten de broch bevinden zich aan weerszijden van de ingang de resten van twee huizen, die stammen uit de late ijzertijd. De toegang tot de broch is 3,7 tot 4 meter lang, 1,2 meter breed en 1,8 meter hoog. De toegangspassage is voorzien van deurstoppers, de zogenaamde door checks, in de vorm van uitstekende muren aan weerszijden van de passage. Ook is er een gat zichtbaar dat diende om een balk in te plaatsen waarmee een houten deur kon worden afgesloten, de zogenaamde bar hole.
Aan de zuidelijke zijde van de toegangspassage (links) bevindt zich een zogenaamde guard cell met een toegang van 41 centimeter breed, die de kromming van de brochmuur volgt voor 4,4 meter. Deze guard cell is 2,4 meter hoog aan de zijde van de toegangspassage en 1,14 meter op het uiteinde. Direct boven deze guard cell bevindt zich een hoger gelegen galerij getuige de platte stenen die het plafond vormen. Tussen deze guard cell en het deel van de gang voor de door checks bevindt zich een kleine opening die waarschijnlijk groot genoeg was om een speer door te steken om eventuele aanvallers af te weren. Een andere interpretatie van deze constructie is dat het diende als spionnetje om te zien wie er voor de deur stond.
De interne diameter van de broch is 10,2 meter. De muur is 3,7 tot 4,0 meter dik.
Aan de binnenzijde van de broch is de muur op circa 2,5 meter hoogte voorzien van een 45 centimeter brede richel, de zogenaamde scarcement ledge.
In het binnenste van de broch zijn in later tijd veranderingen aangebracht waardoor het gebouw meer een wheelhouse of aisled roundhouse werd. Platte stenen zijn haaks op de brochmuur geplaatst, waardoor ze er op de plattegrond uitzien als de spaken in een wiel. Ook is er tegenover de ingang een extra muur tegen de brochmuur gebouwd die op sommige plaatsen zijn verbonden met de voornoemde platte stenen. Ook zijn er alkoven gevormd, vergelijkbaar met de alkoven gevonden in Midhowe Broch.
In de centrale ruimte bevond zich vermoedelijk een centrale haard. In de vloer van de broch bevindt zich een diepe waterput, waarvan het bovenste deel bestond uit droogmetselwerk en het onderste deel uit de rots was gehakt. De kwaliteit van het metselwerk lijkt op de kwaliteit als aangetroffen in de onderaardse constructie van Mine Howe.
Aan de noordzijde bevindt zich een lange gebogen ruimte. Aan de zuidzijde bevinden zich drie kleinere ruimtes, die wellicht bedoeld waren als slaapruimte. De plattegrond van deze ruimte komt overeen met de plattegrond van de Broch of Bu en Knoll of Burrian. In de brochmuur aan de zuidzijde bevindt zich een ingebouwde kast. Ook bevindt zich hier ongeveer een meter boven de vloer een toegang met een trap naar de hogere niveaus; in de brochmuur gaat er vervolgens zowel een trap naar rechts als naar links.
Nabij deze toegang zijn een aantal haarden gevonden met tekenen dat er hoge temperaturen werden gehaald; dit wijst op metaalbewerking. Vermoedelijk werd dit pas in een latere fase van de bewoning van de broch gedaan. In Midhowe Broch werden ook bewijzen voor metaalbewerking gevonden, doch in de buitengebouwen en niet in de broch zelf.
In de noordoostelijke kromming van de broch bevindt zich een kleine cel die van binnen een maximale hoogte haalt van twee meter. Deze cel is instabiel en in de moderne tijd geblokkeerd met zandzakken.

### Buitenwerken
De buitenwerken bestaan uit een aarden omwalling, een diepe greppel en weer een aarden omwalling. Het oostelijke deel van deze buitenwerken is verdwenen doordat er in een latere periode gebouwen werden opgetrokken door de buitenwerken heen. Deze buitenwerken werden wellicht aangelegd omdat de broch laag in het landschap ligt.
De omwalling ligt op een afstand van 2,74 meter van de broch en was 1,8 of 2,1 meter hoog ten opzichte van de bodem van de aangrenzende greppel. De greppel is tussen 4,9 en 5,5 meter breed. De buitenste omwalling bereikt een maximale hoogte van 92 centimeter.

## Vondsten
In de broch zijn voornamelijk fragmenten van hertenhoorns gevonden naast botten van ossen en schapen. Er zijn een aantal grofgevormde stenen bakken/potten gevonden van verschillende groottes, waaronder een mogelijke driehoekige lamp. Van de meeste vondsten is het onbekend waar deze zich bevinden op één hertshoorn na. In het Hunterian Museum in Glasgow bevindt zich een stenen lamp van Shapinsay die wellicht van deze broch afkomstig is.

## Beheer
De Burroughston Broch wordt beheerd door de Orkney Islands Council (gemeente).